# Ralph Tyler Smith
Ralph Tyler Smith (Granite City, 1915. október 6. – Alton, 1972. augusztus 13.) az Amerikai Egyesült Államok szenátora (Illinois, 1969–1970).